# Маятниковый копёр
Маятниковый копёр  — прибор, с помощью которого проводятся лабораторные испытания материалов на ударную вязкость. Суть испытания заключается в том, что боёк с определённым весом, вращаясь вокруг неподвижной оси, с определённой высоты падает на испытываемый образец, после чего совершает обратное маятниковое движение, которое фиксируется на специальной шкале.

## Виды испытаний на маятниковом копре
Классификация испытаний материалов на ударную вязкость:
- по типу деформации: на изгиб, растяжение, сжатие, кручение, срез;
- по нагрузке: обычные (от 4 до 7 м/с), скоростные (от 100 до 300 м/с) и сверхскоростные (более 300 м/с);
- по количеству ударов: один или несколько повторных;
- по условиям проведения испытания (температура и т.д.).

## Испытания образцов из металлов и сплавов на двухопорный изгиб по методу Шарпи
Испытание по методу Шарпи проводится над образцом из металла или сплава, лежащим на двух опорах. Удар маятника по образцу приходится посередине между опорами, если испытание проводится над образцом с надрезом – удар маятника приходится напротив надреза. Разница между потенциальными энергиями копра до и после удара определяет полную работу маятника на разрушение образца.
Метод ISO 179 подразделяется на ISO 179/1C (образец с надрезом) и ISO 179/2D (образец без надреза).
От метода испытания образцов по Изоду (англ.) метод Шарпи отличается способом установки испытуемого образца.

## Испытания образцов из металлов и сплавов на двухопорный изгиб по методу Изода
Испытание по методу Изода рекомендуется для определения ударной прочности многоугольных образцов с надрезом. Это стандартный метод для испытания пластиков. Полученные результаты испытаний по методу Изода используются в качестве справочной информации для сравнения ударных вязкостей различных материалов.
Метод ISO 180 подразделяется на ISO 180/1A (образец 80 х 10 х 4 мм. с надрезом) и ISO 180/1O (перевернутый образец 80 х 10 х 4 мм. – без надреза).

## Испытания образцов из металлов при пониженных температурах
Испытания металлов проводятся серийно в условиях постепенно понижаемой температуры — опыты на ударный изгиб делаются до перехода образца в хрупкое состояние. Такие испытания не проводятся на образцах чугуна, литых сплавах алюминия и магния, так как эти металлы уже при статических нагрузках демонстрируют сопротивление отрыву.
Для постепенного понижения температуры при испытании образцов используются охлаждающие смеси: сухая углекислота (-70 С), жидкий воздух (-183 С), жидкий азот (-195 С), жидкий водород (-252 С). По минимальной температуре потери материалом ударной вязкости определяется качество металла — чем ниже его критическая температура хрупкости, тем выше сопротивляемость хрупкому разрушению.

## Характеристики
- Основные характеристики копровых маятников:
- Масса, кг
- Габаритные размеры, мм
- Скорость движения маятника в момент удара, м/с
- Наибольший запас потенциальной энергии, Дж
- Максимальная мощность, кВт (питание)
- Расстояние в свету между опорами, мм
- Диапазон измерения энергии, Дж

## Применение
Маятниковые копры используются для проведения тестовых и контрольных испытаний в научно-исследовательских и образовательных учреждениях, на предприятиях и в лабораториях, отделах технического контроля работы предприятий и качестве продукции из неметаллических материалов и т.д.